# Ţorang
Ţorang (persiska: طرنگ) är en ort i Iran.   Den ligger i provinsen Kerman, i den sydöstra delen av landet, 900 km sydost om huvudstaden Teheran. Ţorang ligger 2 085 meter över havet och antalet invånare är 300.
Terrängen runt Ţorang är huvudsakligen kuperad, men åt nordost är den bergig. Runt Ţorang är det glesbefolkat, med 12 invånare per kvadratkilometer. Ţorang är det största samhället i trakten. Omgivningarna runt Ţorang är i huvudsak ett öppet busklandskap.